# Aleksandr Wasiljew (generał)
Aleksandr Filippowicz Wasiljew (ros. Алекса́ндр Фили́ппович Васи́льев, ur. 29 sierpnia?/11 września 1902 we wsi Staroje Riachino w guberni nowogrodzkiej, zm. 5 lipca 1984 w Moskwie) – radziecki generał lejtnant, oficer wywiadu.

## Życiorys
Skończył szkołę podstawową, od 1 czerwca 1920 żołnierz Armii Czerwonej, pracownik gubernialnego komisariatu wojskowego w Nowogrodzie, żołnierz oddziału specjalnego przeznaczenia przy dowództwie Frontu Południowego i Brygady Charkowskiej Frontu Południowego, brał udział w walkach przeciw armii gen. Wrangla i Nestora Machno. Od kwietnia 1922 do września 1926 studiował w 1 Leningradzkiej Szkole Artyleryjskiej im. Czerwonego Października, po ukończeniu której został dowódcą plutonu, a w październiku 1929 adiutantem dywizjonu konno-artyleryjskiego, od grudnia 1931 pomocnik dowódcy dywizjonu szkolnego 11 pułku artyleryjskiego Białoruskiego Okręgu Wojskowego, od marca 1933 pomocnik szefa 1 sektora Wydziału 6 Sztabu Białoruskiego Okręgu Wojskowego. Od maja 1934 słuchacz Akademii Wojskowej im. Frunzego, po ukończeniu której we wrześniu 1937 został skierowany do pracy w Głównym Zarządzie Wywiadowczym (Razwieduprze) Armii Czerwonej, od września 1937 do grudnia 1937 był szefem oddziału Wydziału 3 (techniki wojskowej) Razwiedupra Armii Czerwonej w stopniu majora, od grudnia 1937 do maja 1939 szef Wydziału 10 Razwiedupra Armii Czerwonej, równocześnie od lutego do maja 1939 p.o. pomocnika szefa Razwiedupra Armii Czerwonej.
Od maja do lipca 1939 szef Wydziału 3 Zarządu 5 Armii Czerwonej, od maja 1939 do sierpnia 1940 zastępca szefa Zarządu 5 Armii Czerwonej, 10 listopada 1939 awansowany na pułkownika, od sierpnia 1940 do czerwca 1941 w dyspozycji Razwiedupra Armii Czerwonej, w czerwcu-lipcu 1941 szef Wydziału Wywiadowczego – zastępca szefa sztabu Odeskiego Okręgu Wojskowego, od lipca 1941 do lutego 1942 i w marcu-kwietniu 1942 szef Wydziału Wywiadowczego – zastępca szefa sztabu Frontu Południowego. W kwietniu 1942 został ranny, we wrześniu-październiku 1942 był szefem wydziału operacyjnego sztabu 58 Armii Frontu Zakaukaskiego, później szefem wydziału operacyjnego - zastępcą szefa sztabu Północnej Grupy Wojsk Frontu Północno-Kaukaskiego, a od stycznia 1943 szefem wydziału operacyjnego - zastępcą szefa sztabu Frontu Północno-Kaukaskiego, 14 lutego 1943 mianowany generałem majorem. Od kwietnia 1943 szef wydziału operacyjnego - zastępca szefa sztabu Stepowego Okręgu Wojskowego, a od lipca 1943 - Frontu Stepowego, w listopadzie-grudniu 1942 uczestniczył w operacji tuapseńskiej, w styczniu 1943 w Północno-Kaukaskiej Operacji Strategicznej, w walkach na Kubaniu i (lipiec-sierpień 1943) operacji biełgorodzko-charkowskiej, od sierpnia 1943 w dyspozycji Razwiedupra Armii Czerwonej.
Od 24 października 1944 generał porucznik, od października 1944 szef Misji Wojskowej ZSRR w W. Brytanii, od kwietnia 1945 członek delegacji ZSRR na konferencję w San Francisco, na której powołano ONZ, od czerwca 1945 szef specjalnej grupy sztabu, od czerwca 1945 szef specjalnej grupy sztabu, a od września 1945 zastępca szefa sztabu Radzieckiej Administracji Wojskowej w Niemczech. Od maja 1946 przedstawiciel Sztabu Generalnego Sił Zbrojnych ZSRR w Komitecie Wojskowo-Sztabowym ONZ, od grudnia 1949 ponownie w wywiadzie, od 7 lutego 1950 do 13 czerwca 1951 szef Zarządu Stosunków Zagranicznych Razwiedupra Sztabu Generalnego Sił Zbrojnych ZSRR, od 13 czerwca 1951 do 6 maja 1953 zastępca szefa Razwiedupra, od 6 maja do listopada 1953 szef jego Informacji, 18 listopada 1953 zwolniony do rezerwy.

## Odznaczenia
- Order Lenina (1945)
- Order Czerwonego Sztandaru (trzykrotnie - 14 czerwca 1940, 3 listopada 1944 i 15 listopada 1950)
- Order Kutuzowa II klasy (1 września 1945)
- Order Czerwonej Gwiazdy (13 grudnia 1942)

I medale.